# رباط سيليكوني
الرباط السيليكونيّ هو رباط مطاطي مصنوع من المطاط السيليكوني، مُشكّل على أشكال حيوانات وأشياء وأرقام وحروف. تُستخدم عادةً كأساور. تُباع الأربطة السيليكونية في عبوات تحمل تصاميم مختارة، مثل الأميرات أو الحيوانات، بالإضافة إلى إكسسوارات الموضة. حظيت الأربطة السيليكونية بشعبية كبيرة في أوائل العقد الأول من القرن الحادي والعشرين.